# Camarasa (kommunhuvudort)
Camarasa är en kommunhuvudort i Spanien.   Den ligger i provinsen Província de Lleida och regionen Katalonien, i den nordöstra delen av landet, 400 km öster om huvudstaden Madrid. Camarasa ligger 322 meter över havet och antalet invånare är 916.
Terrängen runt Camarasa är kuperad åt nordväst, men åt sydost är den platt. Runt Camarasa är det mycket glesbefolkat, med 7 invånare per kvadratkilometer. Närmaste större samhälle är Balaguer, 10,8 km sydväst om Camarasa. Trakten runt Camarasa består till största delen av jordbruksmark.
|}